# Kijŏng-dong
Kijŏng-dong, Kijŏngdong o Kijŏng tong (in coreano: 평화리?, 平和里?, "Villaggio della Pace") è un villaggio della Corea del Nord, sito nelle vicinanze della zona demilitarizzata coreana e in prossimità della città di Kaesŏng. Conosciuto anche come "Villaggio della Pace" in Corea del Nord, viene generalmente indicato come un "villaggio propaganda" dai media occidentali e sud coreani in quanto considerato disabitato, anche se ufficialmente ospiterebbe circa 200 famiglie.
Kijŏng-dong è uno dei due villaggi che sono rimasti dentro la zona demilitarizzata larga 4 chilometri istituita nel 1953 alla fine della guerra di Corea. L'altro villaggio è Daeseong-dong, nella Corea del Sud.

## Storia
La posizione ufficiale del governo della Corea del Nord è che il villaggio accoglie una fattoria collettiva di 200 famiglie, servita da un centro di assistenza all'infanzia, asili, scuole primarie e secondarie e un ospedale. Tuttavia, osservazioni eseguite dalla Corea del Sud, indicano che in realtà la cittadina sarebbe disabitata. In tale ottica il villaggio venne edificato negli anni cinquanta del ventesimo secolo al solo scopo di propaganda, per incoraggiare le defezioni dalla Corea del Sud e per ospitare i soldati del nord che presidiavano la rete di postazioni di artiglieria, fortificazioni e bunker che circondano la zona di confine.
Il paese presenta una serie di edifici a più piani e appartamenti in cemento dai brillanti colori, molti di questi serviti da energia elettrica. La città è stata orientata in modo che gli sgargianti tetti blu ed i bianchi lati degli edifici risaltino accanto alla bandiera della Corea del Nord se visti da oltre confine. Osservazioni eseguite con moderni telescopi hanno però portato alla conclusione che gli edifici siano in realtà dei semplici gusci di cemento privi di vetri alle finestre o addirittura di camere interne, con le illuminazioni che si accendono o spengono ad orari prestabiliti e marciapiedi vuoti spazzati da custodi, nel tentativo di preservare l'illusione di attività umana.
Il paese è circondato da ampi campi coltivati ben visibili ai visitatori del lato nordcoreano della zona demilitarizzata.

### Guerra dei pennoni

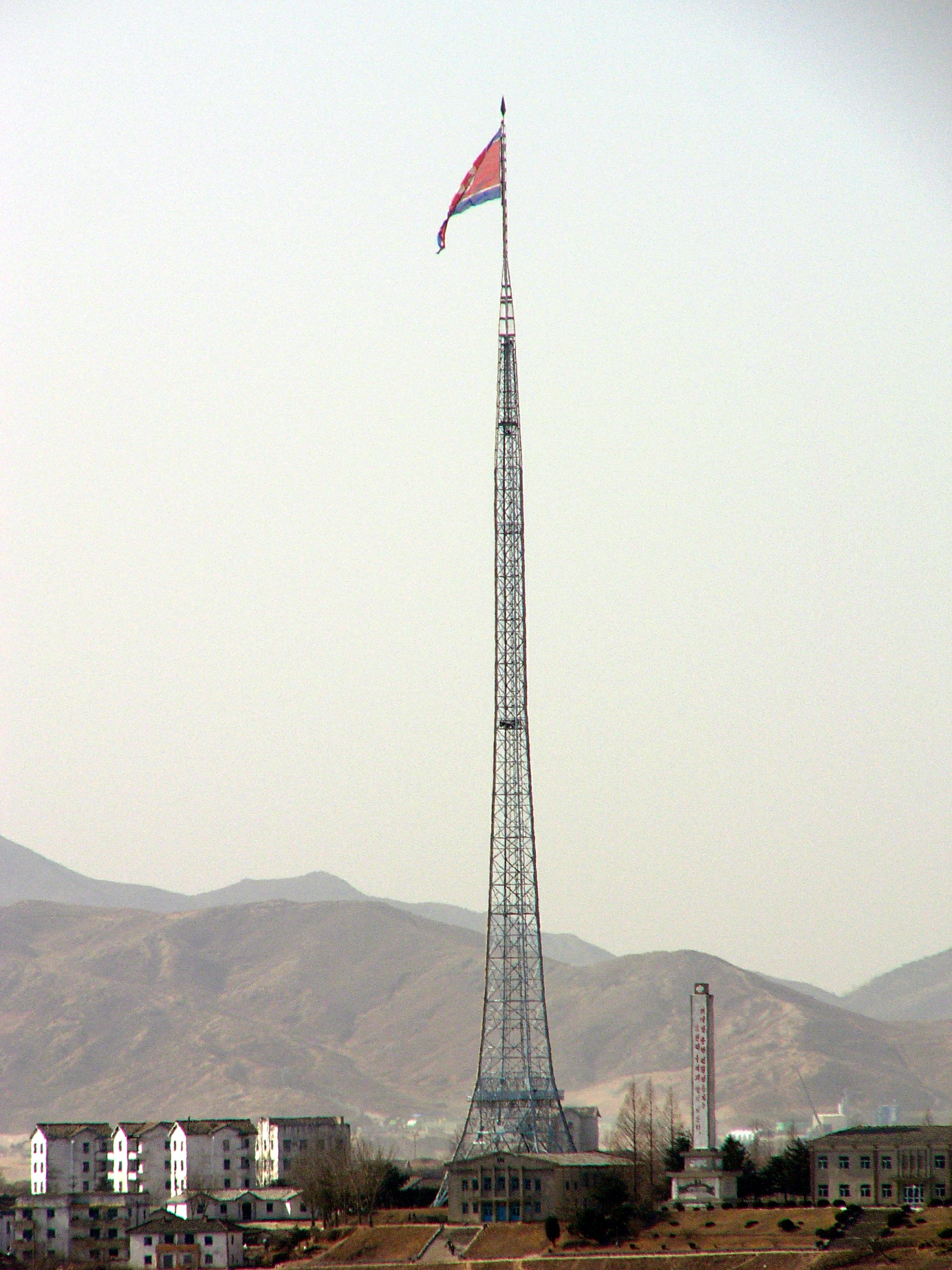
La bandiera nazionale a Kijong-dong

Negli anni 1980, il governo della Corea del Sud decise la costruzione a Daeseong-dong di un pennone di 98,4 metri di altezza, su cui issare la propria bandiera nazionale. Di rimando, il governo della Corea del Nord ne costruì uno alto 160 metri posto al centro del villaggio e che rimase il pennone più alto del mondo fino al 2010. Questi eventi furono in seguito battezzati "la guerra dei pennoni".

### Altoparlanti per la propaganda
Fino al 2004, grandi altoparlanti furono installati sui tetti di alcune abitazioni per far ascoltare messaggi propagandistici fino alla Corea del Sud. Originariamente il contenuto dei messaggi esaltava le virtù del Nord in modo molto dettagliato ed esortava i soldati scontenti e gli agricoltori ad attraversare semplicemente il confine per essere ricevuti come fratelli. Successivamente, visto l'esiguo numero di defezioni da parte del Sud, i contenuti dei messaggi cambiarono in discorsi di condanna dell'occidente o contenenti musiche patriottiche e trasmessi fino a 20 ore al giorno. Dal 2004 i governi del Nord e del Sud, decisero di comune accordo la cessazione delle trasmissioni dei messaggi.

## Galleria d'immagini

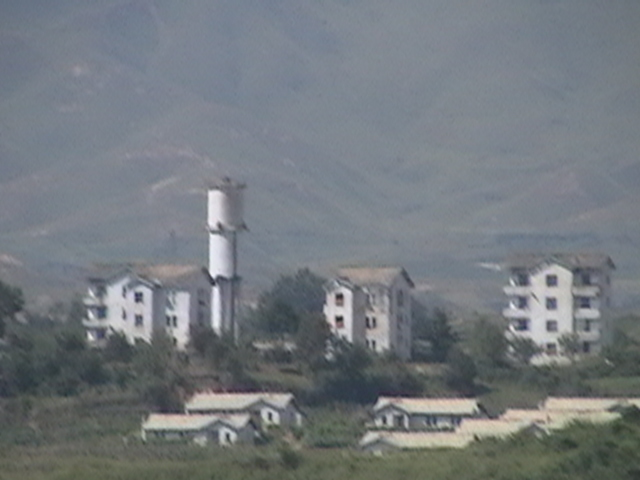
Vista di Kijŏng-dong
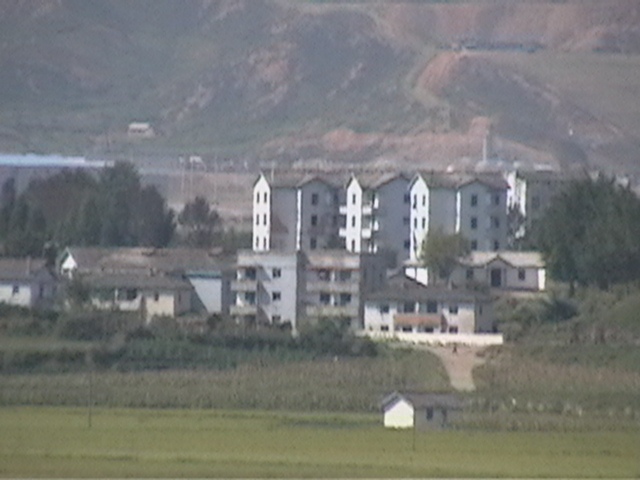
Vista di Kijŏng-dong
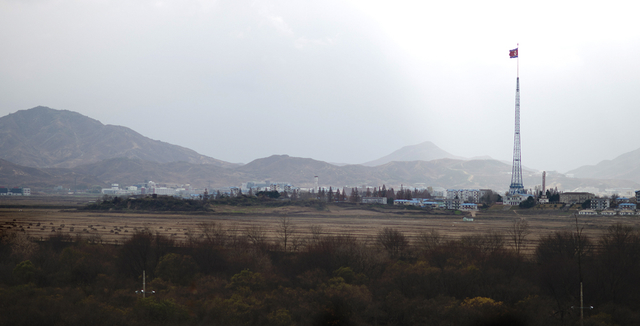
Panoramica di Kijŏng-dong
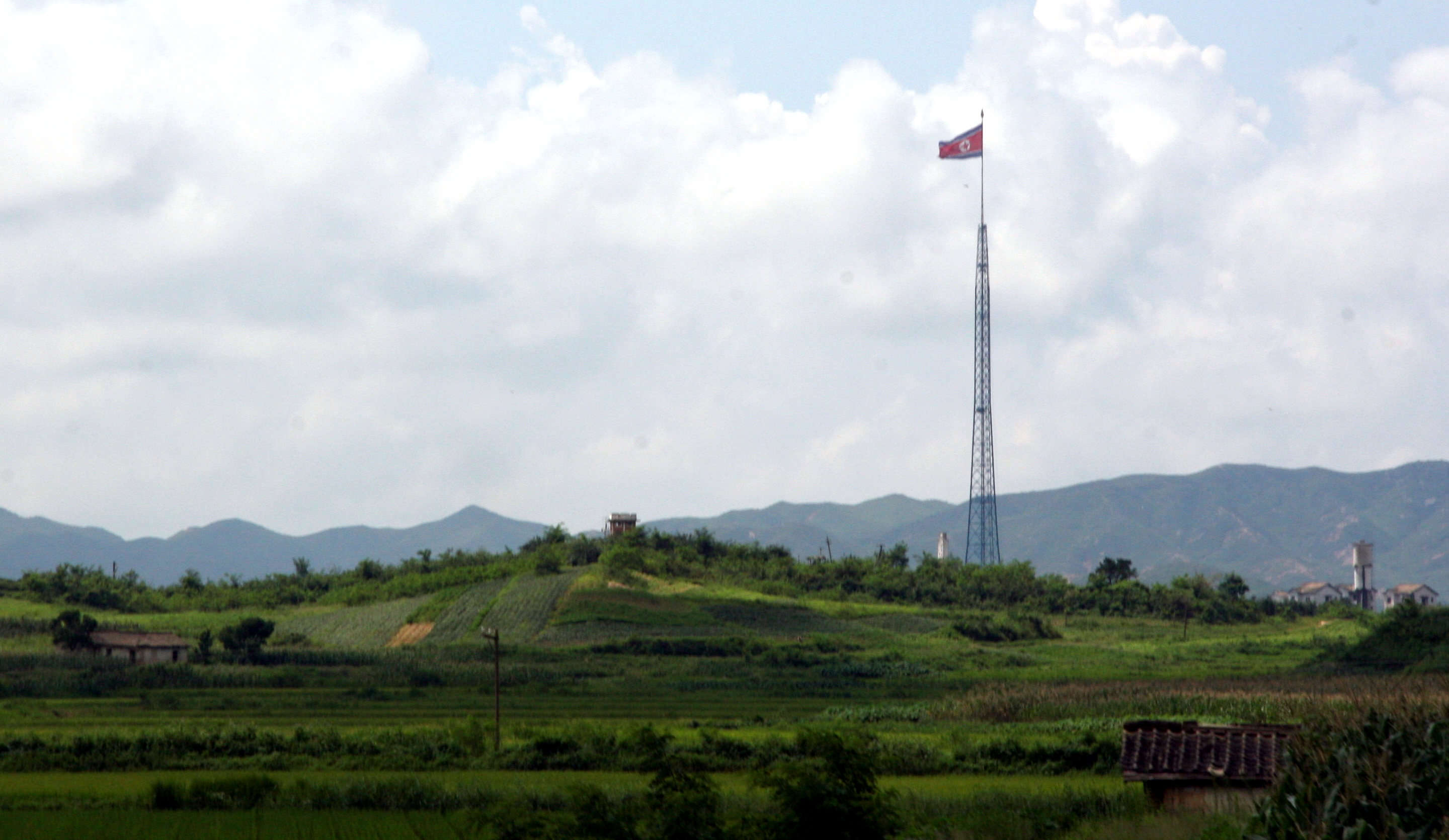
Panoramica di Kijŏng-dongcon pennone